# Gmina Kalundborg
Gmina Kalundborg (duń. Kalundborg Kommune) – gmina w Danii w regionie Zelandia.
Gmina powstała 1 stycznia 2007 roku na mocy reformy administracyjnej z połączenia gmin Bjergsted, Gørlev, Hvidebæk, Høng i starej gminy Kalundborg.